# 舞鶴市立志楽小学校
舞鶴市立志楽小学校（まいづるしりつしらくしょうがっこう）は、京都府舞鶴市にある公立小学校。

## 教育目標[1]
「 自ら学び、自分の可能性を切り拓く子 」の育成

## めざす子ども像[1]
- 自ら学ぶ子
- 人とつながる子
- 心も体も鍛える子
- ふるさとを愛する子自立・自律

## 沿革
- 明治4年[いつ?]　 　　泉源寺智性院において初めて学校なるもの[要説明]を設ける
- 1873年12月31日　小学校含章校を鹿原村荒神龍堂において開校
- 1909年4月1日　義務教育延長により校舎を現在地に建設し高等科併設　志楽尋常高等小学校と称す
- 1938年8月1日  東舞鶴市市制実施により、京都府東舞鶴市志楽尋常高等小学校と称す
- 1941年4月1日  国民学校令施行により京都府東舞鶴市志楽国民学校と改称
- 1947年4月1日  新学制実施により京都府舞鶴市立志楽小学校と改称
- 1953年4月1日  高屋住宅地域を新舞鶴校区に変更
- 1979年11月21日　「保健体育指導」において文部省表彰
- 1991年   12.５　第1回京都小学校マーチングフェスティバルに出演

## 児童数
2018年5月1日現在 388名 

## 交通アクセス
国道27号線を北東へ。舞鶴自動車道東舞鶴インターチェンジより約5分。

## 周辺
- 志楽幼稚園
- 志楽川
- 国道27号
- 小倉工業団地
- 舞鶴学園